# Pierre Abrahan
Pierre Abrahan, nacido Pierre Bloch el 1 de marzo de 1892 en París y fallecido en la misma ciudad, el 20 de mayo de 1974, fue un periodista, escritor y ensayista francés.

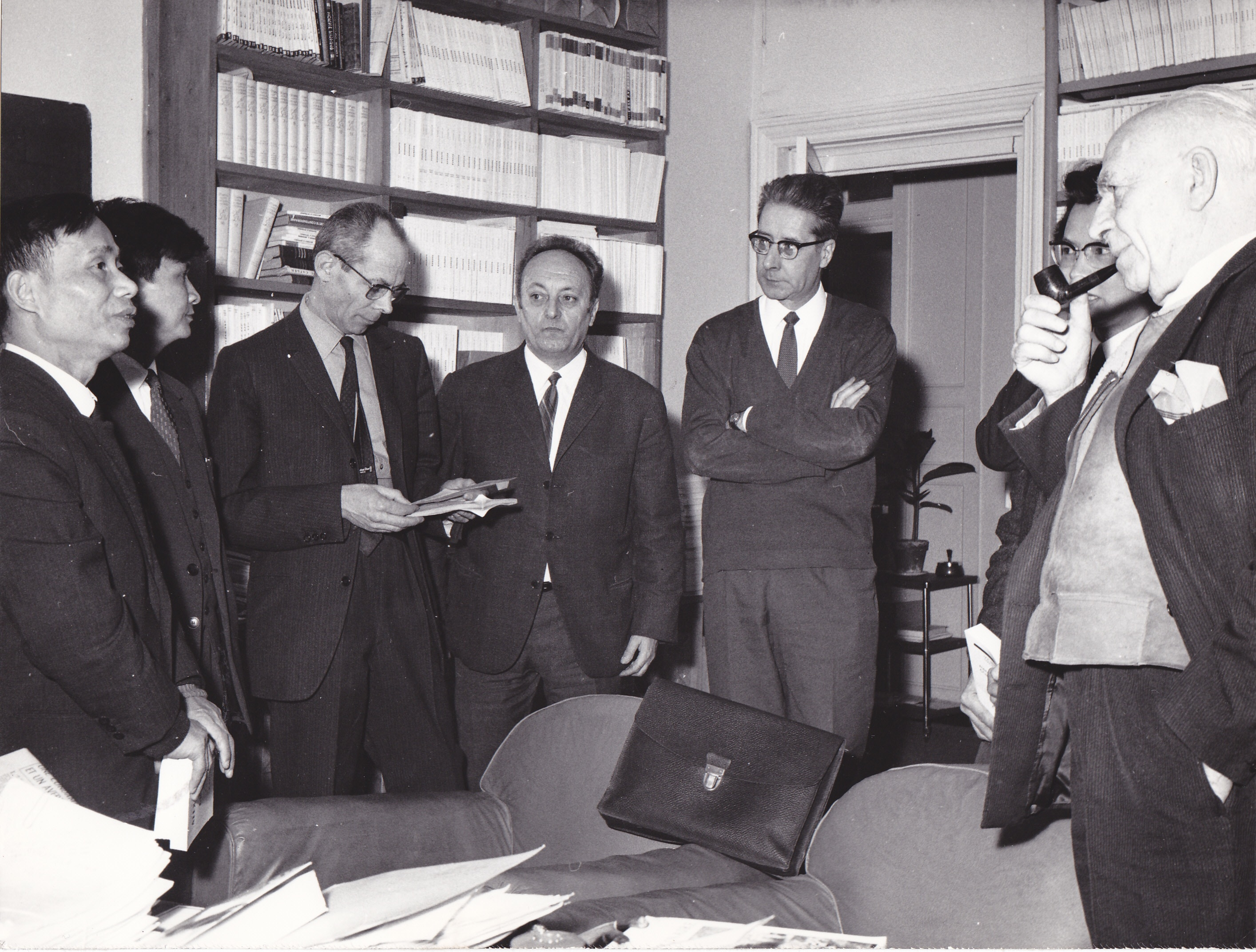
En 1966, de lzquierda a derecha: Jacques Gaucheron, Armand Monjou, Pierre Gamarra y Pierre Abraham

## Biografía
Pierre Abrahan, fue uno de los tres hijos de Louise Laure Marie Bloch (1858-1944) y su esposo Richard Bloch (1852-1934)
Participó en la Primera Guerra Mundial como oficial aviador. Al acabar el conflicto su hermano menor Jean-Richard Bloch le puso en contacto con los medios literarios y lo anima a escribir. Comenzó su carrera en periódicos y revistas como crítico. Colaboró en la revista Europa desde su fundación, publicando varios ensayos que destacaron por lo novedoso y por su originalidad. Atraído por el trabajo colectivo, en 1935 dirigió un equipo de investigación en la Enciclopedia francesa.
Durante la Segunda Guerra Mundial, participó con la Resistencia francesa y tomó parte en la liberación de Niza donde estuvo como concejal desde 1947 hasta 1959. Al acabar la guerra, como teniente coronel en la reserva del ejército del aire, fue nombrado secretario ejecutivo interaliado del Aire en Berlín.
Asumió la dirección de la revista Europa desde 1949 hasta 1974. Publicó nuevos ensayos y colabora con el semanario Las letras francesas hasta 1960. Miembro del Partido Comunista Francés, dirigió durante la década de 1960, la sección literaria del centro de estudios y de investigaciones marxistas.
En los últimos años de su vida, coordinó la elaboración de la obra colectiva Historia literaria de Francia.

## Obras
- Balzac, Rieder, 1929
- Figures, Gallimard, 1929
- Proust, Rieder, 1930
- Créatures chez Balzac, Gallimard, 1930
- Le physique au théâtre, Coutan-Lambert, 1933
- Une figure, deux visages, 1934
- Tiens bon la rampe, roman, 1951
- Les trois frères, Éditeurs Français Réunis, 1971
- Freud, Éditeurs Français Réunis, 1974